# Spinnerette (album)
Spinnerette è il primo eponimo album in studio del supergruppo musicale alternative rock statunitense Spinnerette, pubblicato nel 2009.

## Tracce
1. Ghetto Love – 3:55
2. All Babes Are Wolves – 2:30
3. Cupid – 4:21
4. Geeking – 4:13
5. Baptized by Fire – 4:35
6. A Spectral Suspension – 2:52
7. Distorting a Code – 4:06
8. Sex Bomb – 3:46
9. Driving Song – 4:30
10. Rebellious Palpitations – 2:40
11. The Walking Dead – 5:45
12. Impaler – 2:33
13. A Prescription for Mankind – 8:11

## Formazione
- Brody Dalle - basso, chitarre, tastiere, voce
- Tony Bevilacqua - batteria, violino, chitarre, percussioni
- Jack Irons - batteria
- Alain Johannes - basso, violino, chitarre, mellotron, sintetizzatore, percussioni, piano, voce, xilofono
- Jon Theodore - batteria